# 富察 (总编辑)
富察（1971年—），本名李延贺，或自称富察延贺，是出身於中華人民共和國遼寧的出版社總編輯，具有滿族血統。
富察2005年與台灣人結婚，2009年依親移居臺灣並成立八旗文化出版社，2013年取得中華民國居留證。2023年3月赴陸探親和辦理註銷在中國大陸戶籍相關程序時失聯。
2023年4月26日國台辦證實富察被以涉嫌從事危害國家安全活動而被上海市國家安全局刑事拘留，2025年3月上海市第一中級人民法院一審宣判富察以煽動分裂國家罪判處有期徒刑3年、剝奪政治權利1年並沒收個人財產人民幣5萬元。

## 生平
生於中華人民共和國遼寧省岫岩縣，於華東師範大學取得博士學位。曾任上海文艺出版社副社長。後與台灣人結婚生子，搬到台灣定居。2009年（一说2010年），富察在台灣成立八旗文化，為讀書共和國出版集團旗下品牌。2013年領取中華民國居留證，但至2023年时，未取得中華民國國民身分證，仍是中華人民共和國公民身份。
2011年《天下雜誌》對富察的专访中介紹他是中國共產黨黨員，大學時入黨。富察是否已放弃党籍，不详。
富察自稱自己支持保守主義。主張將新疆、西藏、蒙古、滿洲等地歷史从「中國史」分出，歸類為「內亞史」。富察主导下的八旗文化出版的书中有一些是右翼政治立场的，其本人的编辑理念是重视多元性。
富察还在台湾中央广播电台主持一档名为《这样看中国——富察时间》的节目，自2020年2月3日开播，于2023年12月31日停播。

## 被捕與判刑
2023年3月，富察赴中國大陸探親後失聯，4月國台辦證實其已因涉嫌危害國安為由遭到逮捕。台灣、日本、美国数百名文化界人士發起聲援，呼籲中國大陸當局立即將其釋放。2024年9月，国台办表示富察身体状况良好，有关部门将依法审理。在富察被逮捕之后，八旗文化出版的图书数量大减。據報導，他被指控涉嫌「煽動分裂國家罪」，原因與其出版內容被認為顛覆中華民族歷史觀有關，特別是涉及滿洲歷史的爭議性觀點。
此後，他被拘留近兩年。2025年3月17日，國台辦表示，富察已於當年2月17日一審公開宣判，由上海市第一中級人民法院對此案進行一審判決。不過國台辦未透露富察的判決結果。此案引發台灣及國際社會的廣泛關注，部分學者及人權組織批評中國大陸當局對案件的處理缺乏透明度，並質疑指控的政治動機。台灣陆委会認為富察对台湾的文化出版事业贡献卓著，而中共关押富察的根本目的就是要钳制台湾的出版界、学术界和文化界，试图造成寒蝉效应。對於国台办声称本案是“公开审判”，陸委會指出其实案件完全保密。
2025年3月26日，國台辦於例行記者會上表示富察依煽動國家分裂罪，遭處3年有期處刑，剝奪政治權利1年並沒收個人財產人民幣5萬元。

## 爭議
作家李戡曾稱富察是共諜，作家顏擇雅等人不認同此看法。